# Astragalus viridiflavus
Astragalus viridiflavus är en ärtväxtart som beskrevs av N.Ulziykh. Astragalus viridiflavus ingår i släktet vedlar, och familjen ärtväxter. Inga underarter finns listade i Catalogue of Life.